# Gesellschaft für Thermische Analyse
Die Gesellschaft für Thermische Analyse e.V. (GEFTA) ist eine gemeinnützige wissenschaftliche Gesellschaft mit Sitz in Darmstadt. Sie wurde 1974 gegründet und hat heute etwa 300 persönliche, studentische sowie Unternehmens- und Institutsmitglieder. Die Mitglieder stammen zum großen Teil aus Deutschland, aber auch aus Österreich und der Schweiz.

## Profil
Die Gesellschaft soll im deutschsprachigen Raum den Erfahrungs- und Informationsaustausch zwischen Fachleuten, die auf dem Gebiet der Thermischen Analyse und Kalorimetrie arbeiten, pflegen und verbessern. Anlässlich von regelmäßig stattfindenden Tagungen, wie der GEFTA-Jahrestagung, den Ulm-Freiberger-Kalorimetrietagen und dem Lähnwitzseminar, berichten Mitglieder und Gäste über ihre Aktivitäten und Arbeiten auf den genannten Gebieten. Dabei werden Details diskutiert, neue Fragestellungen aufgeworfen und Kontakte geknüpft.
Die GEFTA würdigt hervorragende Leistungen auf den Gebieten der Thermischen Analyse und Kalorimetrie durch den GEFTA-Wissenschaftspreis, den NETZSCH-GEFTA-Preis, NETZSCH-GEFTA-Förderpreis (für jüngere Wissenschaftler) sowie den TA Instruments-Industrieforschungspreis. Die Preise werden anlässlich nationaler oder internationaler Tagungen vergeben.
Ein weiteres Anliegen der GEFTA ist die Zusammenarbeit mit anderen nationalen Gesellschaften in Europa und eine angemessene Mitwirkung in internationalem Rahmen.
Derzeitige Arbeitskreise
- Polymere
- DSC-Kalibrierung
- Thermophysik[2]

Die Ergebnisse stehen den Mitgliedern in verschiedener Form (Publikationen usw.) zur Verfügung.
Alle Mitglieder werden über diese gefta.org-Internetseiten (teilweise im geschützten Mitgliederbereich) über aktuelle Vereinsangelegenheiten und Neuigkeiten sowie Links zu den Themen „Thermische Analyse“ und „Kalorimetrie“ informiert.
Der Verein führt regelmäßig Fortbildungskurse durch, sowohl Einführungsveranstaltungen als auch für spezifische Anwendungen. Mit diesen Kursen gibt die GEFTA den auf diesem Gebiet Tätigen herstellerunabhängige und metrologisch fundierte Hilfestellungen im Umgang mit den einschlägigen Methoden.

## Tagungsreihen

### Jahrestagungen
Jährlich stattfindende Tagungen zu allen Themen und Anwendungen der Thermischen Analyse und Kalorimetrie. Die Tagungsorte und Organisatoren wechseln. Es werden auch binationale oder trinationale Tagungen gemeinsam mit ausländischen Gesellschaften (z. B. 2012 mit der Schweizerischen Gesellschaft für Thermische Analyse und Kalorimetrie (STK) in Saarbrücken, 2010 mit der polnischen Thermoanalysegesellschaft (PTKAT) und der tschechischen Arbeitsgruppe für Thermische Analyse (CWGTA) in Dresden, 2008 mit der französischen Thermoanalysegesellschaft (AFCAT) und der Schweizerischen Gesellschaft für Thermische Analyse und Kalorimetrie (STK) in Mulhouse, 2005 mit der niederländischen Thermoanalysegesellschaft (TAWN) in Rejswijk) bzw. thematische Tagungen mit anderen deutschen wissenschaftlichen Gesellschaften (z. B. 2007 mit der Fachgruppe Technik der Gesellschaft Deutscher Lebensmitteltechnologen (GDL) zum Thema Food Engineering Topics in Bremerhaven) durchgeführt.

### Lähnwitz-Seminar
Das Lähnwitz-Seminar ist eine im Zweijahres-Rhythmus in Rostock stattfindende internationale Tagung zu innovativen Themen der Kalorimetrie:
- 1996 "Temperature Modulated Calorimetry"
- 1998 "Investigation of Phase Transitions by Temperature Modulated Calorimetry"
- 2000 "Frequency and Time Dependent Heat Capacity"
- 2002 "Thermodynamics and Calorimetry of Small Systems"
- 2006 "Transitions far from Equilibrium – Super-heating; Super-cooling"
- 2008 "Calorimetry on a Nano-scale"
- 2010/2012/2014/2016/2018 "Interplay between Nucleation, Crystallization, and the Glass Transition"

Die Tagung wird von der AG Polymerphysik des Instituts für Physik der Universität Rostock unter Leitung von Christoph Schick (Universität Rostock) und Günther W.H. Höhne (Technische Universität Eindhoven) organisiert. Die Lähnwitz-Seminare finden seit 1990 statt.

### Kalorimetrietage
Schwerpunkt dieser im Zweijahres-Rhythmus stattfindenden Tagungsreihe sind alle Beiträge zur angewandten Kalorimetrie. Diese Tagungsreihe blickt auf eine fast 40-jährige Geschichte zurück. Die erste Veranstaltung fand 1975 als Ulmer Kalorimetrietage an der Sektion für Kalorimetrie der Universität Ulm auf Initiative von Günther W.H. Höhne (Technische Universität Eindhoven) und Wolfgang Hemminger (ehem. Physikalisch-Technische Bundesanstalt (PTB)) statt. Im Jahre 1995 wechselte der Veranstaltungsort mit der 11. Tagung von Ulm nach Freiberg an des Institut für Physikalische Chemie der Technischen Universität Bergakademie Freiberg und wurde dort bis zur 20. Tagung 2013 von Gert Wolf als Ulm-Freiberger Kalorimetrietage fortgeführt. Mit der 21. Tagung wechselte wiederum der Veranstaltungsort an die Physikalisch-Technische Bundesanstalt in Braunschweig unter der Leitung von Stefan Sarge.

### Jahrestagungen des Arbeitskreises Thermophysik
Die jährlich an verschiedenen Orten stattfindenden Jahrestagungen des Arbeitskreises Thermophysik dienen dem Erfahrungsaustausch zu thermophysikalischen Fragestellungen wie z. B. der Entwicklung und Optimierung neuer Messmethoden in der modernen Materialwissenschaft, der Identifizierung geeigneter Referenzmaterialien oder der Auswertung von Ringversuchen.

## Arbeitskreise

### Arbeitskreis Thermophysik
Dieser Arbeitskreis befasst sich mit der Untersuchung spezieller thermophysikalischer Fragestellungen mit dem Schwerpunkt der Messung thermophysikalischer Stoffeigenschaften, wie spezifische Wärmekapazität, Temperaturleitfähigkeit, Wärmeleitfähigkeit, thermische Ausdehnung und Strahlungseigenschaften (Emissionsgrad). Als wesentliche Aktivitäten werden Fachdiskussionen und der Erfahrungsaustausch, die Organisation und Durchführung von Ringvergleichen zum kritischen Vergleich von Messverfahren, die Vereinbarung von Kooperationen und gemeinsamen Projekten und die Zertifizierung von Referenzmaterialien gesehen.

### Arbeitskreis Polymere
Dieser Arbeitskreis befasst sich mit besonderen Problemen der Thermischen Analyse an Polymersystemen. Schwerpunkte der Arbeit sind die Bestimmung charakteristischer Kenngrößen mittels Methoden der Thermischen Analyse, Durchführen von Ringvergleichen an Polymersystemen, der Auswahl polymerbasierter Referenzmaterialien für die Thermische Analyse und der Untersuchung von thermoanalytischen Fragestellungen mit Hilfe von gekoppelten Methoden.

### Arbeitskreis DSC-Kalibrierung
Dieser Arbeitskreis befasste sich mit der Erstellung von hersteller- und geräteunabhängigen Kalibriermethoden für die Dynamische Differenzkalorimetrie (DSC). Als Kalibrierparameter wurden dabei die Temperatur die Wärmemenge und der Wärmestrom im Aufheiz- bzw. im Kühlmodus gesehen. Die Ergebnisse der Arbeiten wurden in Form einer Vielzahl von Artikeln in wissenschaftlichen Fachjournalen publiziert sowie auf Fachtagungen vorgestellt.

## Auszeichnungen/Preise

### GEFTA-Wissenschaftspreis
Die GEFTA verleiht im Abstand von mindestens drei Jahren den GEFTA-Wissenschaftspreis. Die Preisträger können hervorragende wissenschaftliche Leistungen auf dem Gebiet der Thermischen Analyse und Kalorimetrie vorweisen. Das Preisgeld beträgt 3500 Euro.
Liste der Preisträger
- 1997  I. Lamprecht, Freie Universität Berlin
- 2002  G.W.H. Höhne, Technische Universität Eindhoven
- 2006  W. Hemminger, Physikalisch-Technische Bundesanstalt Braunschweig
- 2014  C. Schick, Universität Rostock
- 2019  H.K. Cammenga, em. Technische Universität Braunschweig

### Netzsch-GEFTA-Preis
Der Preis wird jährlich, aber alternierend als Hauptpreis oder Förderpreis für junge Wissenschaftler vergeben. Er wird für außergewöhnliche Leistungen auf den Gebieten der Thermischen Analyse und Kalorimetrie verliehen. Das Preisgeld beträgt 2000 Euro für den Hauptpreis bzw. 500 Euro für den Förderpreis.
Liste der Preisträger
- 1978   H. Lehmann (†), TU Clausthal
- 1979   E. Koch, Mülheim/Ruhr
- 1980   H.-R. Oswald, ETH Zürich
- 1981   W. Hemminger, TU Braunschweig
- 1982   R. C. Mackenzie (†), Aberdeen
- 1983   G. Hentze (†), Bayer AG Leverkusen
- 1984   Antonius Kettrup, Paderborn
- 1985   Eberhard Gmelin (†), Max-Planck-Institut für Festkörperforschung Stuttgart
- 1986   K. Heide, Universität Jena
- 1987   H.-J. Seifert (†), Universität Kassel
- 1988   V. Balek, Rež/CZ
- 1989   K.-R. Löblich, Kali Chemie Barsinghausen
- 1990   S. M. Sarge, Physikalisch-Technische Bundesanstalt Braunschweig (Förderpreis)
- 1991   H.-J. Flammersheim, Universität Jena
- 1992   W.-D. Emmerich (†), Netzsch-Gerätebau Selb
- 1993   G. Matuschek, GSF-Forschungszentrum für Umwelt und Gesundheit Neuherberg (Förderpreis)
- 1994   M. J. Richardson, National Physical Laboratory Teddington/London
- 1995   Matthias Epple, Universität Hamburg (Förderpreis)
- 1996   S. Enders, Aeroquip/Trinova Baden-Baden (Förderpreis) und

F. Lavigne, Centre national de la recherche scientifique Chatenay-Malabry/F (Förderpreis)
- 1997   K. Heldt, Universität Greifswald (Förderpreis)
- 1998   G. Leitner, Fraunhofer-Institut für Keramische Technologien und Sinterwerkstoffe Dresden
- 1999   W. Eysel (†), Universität Heidelberg
- 2000   T. Gestrich, Fraunhofer-Institut für Keramische Technologien und Sinterwerkstoffe Dresden (Förderpreis)
- 2001   M. Maciejewski, ETH Zürich
- 2002   A. Lindemann, Universität Magdeburg (Förderpreis)

J. Hanns, Universität Augsburg (Förderpreis)
- 2003   J. Fischer, Universität Bern
- 2004   Stefan M. Sarge, Physikalisch-Technische Bundesanstalt Braunschweig
- 2006   Francis Stoessel, ETH Lausanne
- 2006   A. Walkow-Dziewulska, Lublin (Förderpreis)
- 2008   Erwin Kaisersberger, Netzsch-Gerätebau GmbH, Selb
- 2009   Heiko Huth, Universität Rostock (Förderpreis)
- 2010   Johannes Lerchner (Bergakademie TU Freiberg)
- 2012   Peer Schmidt (Hochschule Lausitz)
- 2014   J. Šesták (†), Czech Academy of Sciences, Prag
- 2024   Maren Lepple, Justus-Liebig-Universität Gießen

### TA Instruments Industrieforschungspreis
Der Preis wird nicht regelmäßig, aber oft aus Anlass von Jubiläumstagungen vergeben. Er ist für Wissenschaftler aus der Industrie vorgesehen, die außergewöhnliche Leistungen auf den Gebieten der Thermischen Analyse und Kalorimetrie im industriellen Bereich vorweisen können.
Liste der Preisträger
- 1999 M. Dohn, BMW AG Dingolfing
- 2004 K. Schmidtke, EADS München
- 2014 L.H.H. Olde Damink, Matricel GmbH Herzogenrath

### Ehrenmitglieder
- 1999   Hans-Joachim Seifert (†) (em. Universität Kassel)
- 2004   Heiko K. Cammenga (em. Universität Braunschweig)
- 2006   Volker Krämer (†) (em. Universität Freiburg)
- 2008   Wolf-Dieter Emmerich (†) (Netzsch-Gerätebau GmbH)
- 2014   Wolfgang Kunze (TA Instruments)
- 2024   Michael Feist (Humboldt-Universität Berlin)